# La Calera (Quillota)
La Calera is een gemeente in de Chileense provincie Quillota in de regio Valparaíso. La Calera telde 50.554 inwoners in 2017 en heeft een oppervlakte van 61 km².
- Virtual International Authority File: 13144814252549539785